# Epsilogaster dureno
Epsilogaster dureno är en stekelart som beskrevs av Whitfield och Mason 1994. Epsilogaster dureno ingår i släktet Epsilogaster och familjen bracksteklar. Inga underarter finns listade i Catalogue of Life.